# تايوان (جزيرة)
تايوان (بالصينية: 臺灣) هي جزيرة تقع في بحر الصين بشرق آسيا وتشكل الجزيرة 99% من أراضي جمهورية الصين. كانت تايوان جزءا من الصين حتى عام 1895 حيث ضمت إلى الإمبراطورية اليابانية حسب معاهدة شيمونوسيكي التي انهت الحرب اليابانية الصينية الأولى. وبعد أن هزمت اليابان في الحرب العالمية الثانية تنازلت عن الجزيرة لصالح الصين عام 1945. وبعد 4 سنوات انتهت الحرب الأهلية الصينية (1927-1949) بسقوط جميع الأراضي التي يسيطر عليها رئيس الحكومة الوطنية شيانج كاي شيك لصالح الشوعيين فنقل شيانج كاي شيك حكومته إلى تايوان التي اطلق عليه اسم "جمهورية الصين" بالرغم من أن حدود سيطرته لا تتعدى جزيرة تايوان.
وظلت علاقات الصين وتايوان معقدة حيث تطالب كل منهما بالسيادة على عموم أراضي بلاد الصين، ولا تعترف أي منهما بالأخرى. هناك علاقات اقتصادية بين الجمهوريتين ولكن حكومة جمهورية الصين الشعبية تقاطع أية دولة تعترف بجمهورية الصين (تايوان). لذلك تفضل أغلبية دول العالم تبادل بعثات اقتصادية مع تايوان بدلا من بعثات ديبلوماسية رسمية.
وحتى السبعينات مثلت تايوان الصين في أغلبية المنظمات الدولية إذ فضلت الولايات المتحدة الاعتراف بها بدلا من الاعتراف بالجمهورية الشعبية. أما في أوائل السبعينات قررت الولايات المتحدة الاعتراف بالجمهورية الشعبية وتسخين العلاقات معها. نتيجة لذلك، في 1971 تم إبعاد تايوان من هيئة الأمم المتحدة حيث حلت جمهورية الصين الشعبية محلها. تكون تايوان اليوم عضوا في بعض المنظمات الدولية مثل اللجنة الأولمبية الدولية ومنظمة التجارة العالمية تحت الأسماء "تايبيه الصينية" أو اسم آخر يمتنع من الإشارة إليها كدولة مستقلة.

## تاريخ تايوان
ظلت تايوان تتبع الصين حتى سنة 1859 ثم استولت عليها اليابان وفقا لمعاهدة سيمونسكي،وبعد هزيمة اليابان في الحرب العالمية الثانية، عادت تايوان إلى الصين في سنة 1945، وعندما زاد النفود الشيوعي في الصين بحيث سيطر عليها كلها، انسحب إلي تايوان قسم من الجيش الصيني بقيادة الجنرال تشانغ كاي تشيك سنة 1950 واستمرت جمهورية الصين بزعامته على أرض تايوان وبعض الجزر الصغيرة في مضيق تايوان.

## جغرافية تايوان
جزيرة توجد في جنوب شرقي آسيا، في المحيط الهادي ويفصلها عن الصين مضيق تايوان ولاتتجاوز المسافة بينها وبين الصين 140 كم.تتكون تايوان من جزيرة فورموزا وعدد آخر من الجزر الصغيرة أبرزها البيكادورس، كينمن، ماتسو، وجزر أخرى صغيرة. مساحة تايوان 36962 كيلو متراً مربعاً ويمر بوسطها مدار السرطان. الجزيرة مستطيلة الشكل. تشكل المرتفعات نصف مساحتها تقريباً وتتركز في الجانب الشرقي وتنحدر أرضها إلى تلال ثم سهول في الغرب. أنهارها صغيرة سريعة الجريان ومعظمها يتجه إلى الغرب.
مناخ تايوان موسمي ينتمي إلى النوع المداري في الجنوب وشبه المداري في الشمال. أمطارها تسقط في الصيف والشتاء وهي غزبرة بشكلٍ عام، وتهب عليها الأعاصير البحرية في نهاية فصل الصيف وتغطي الغابات نصف مساحتها.

## السكان
يقدرون حالياً بحوالي 23 مليون نسمة والجزيرة من أكثر المناطق ازدحاماً في العالم. ترتفع الكثافة السكانية في بعض مناطقها إلى 1855 نسمة في الكيلومتر المربع. اللغة الوطنية هي اللغة الصينية باللهجة المندرينية رسمياً، وينتشر إلى جانبها اللغات التايوانية والهاكا وبعض اللغات المحلية الأخرى. دخل الفرد فيها مرتفع ومعدل الناتج القومي حوالي 300 مليار دولار أميركي. تنشط فيها الصناعات التقنية والكهربائية والمحركات والسفن والآلات والصلب والتعدين والصناعات الزراعية والغذائية.

## النشاط البشري
الزراعة في تايوان متقدمة جداً وتوجد فيها شبكة من القنوات توفر نظام ري جيد نتيجة السدود ومشاريع الري المختلفة. تصل مساحة الأراضي الزراعية إلى مليوني هكتار ويشغل الأرز نصف تلك المساحة وإلى جانبه البطاطا وقصب السكر. يزرع بها كذلك الأناناس والعديد من أصناف الفواكة والخضر وتصدر كميات كبيرة من المنتجات الزراعية. تقدمت تايوان في الصناعة لاسيما الصناعات الخفيفة والتحويلية.وبدأت بها صناعة السفن في سنة 1976 وأقيم بها فرن كبير لصهر الحديد. هذا إلى جانب صناعة المنسوجات والصناعات الكيماوية وصناعة المطاط والخزف.

## أهم المدن
العاصمة تايبيه يصل عدد سكانها إلى 2,5 مليون نسمة في سنة 2007 وتوجد مدن أخرى مثل تاينان، كاوهسيونغ, تاي شانغ, تايبيه الجديدة وسين شو وغيرها.